# Кулияс, Табыл Бекказиевич
Табыл Кулиясов (Табыл Бекказиевич Кулияс; 15 декабря 1935 — 18 февраля 2022) — казахстанский и советский писатель

, журналист, редактор. Заслуженный деятель Казахстана.

## Биография
Родился в 15 декабря 1935 года в посёлке Жетыкуль Уилского района Актюбинской области.
Окончил факультет журналистики КазНУ (1971). Член Союза писателей Казахстана (1970).
В 1955—1957 годах комсорг, заведующий клубом колхоза имени Дзержинского. В 1957—1959 гг. корреспондент районного газеты «Ойыл», в 1959—1971. корреспондент в других республиканских изданиях, корреспондент газеты «ҚазақЕлі» Акмолинской области. С 1970 года собственный корреспондент республиканского теле-радио в Тургайской, Акмолинской областях, редактор в редакции пропаганды Казахского телевидения, редактор сатирического журнала «Жебе».
Автор юмористических (сатирических) книг, а также романов, документальных и исторических произведений.
Заслуженный деятель Казахстана. Лауреат международной премии «Алаш» и премии имени Қыдырбекұлы. Награждён медалью «За освоение целинных земель».
Умер 18 февраля 2022 г.